# Mayrata O'Wisiedo
María Ostalet Visiedo, conocida artísticamente como Mayrata O'Wisiedo (Zaragoza, 21 de febrero de 1929-Madrid, 16 de mayo de 1998), fue una actriz española.

## Biografía
A finales de la década de 1940 se traslada a Madrid, donde es descubierta por Luis Escobar, que la dirige en la que será su primera película La honradez de la cerradura (1950), junto a Francisco Rabal.
Debuta sobre un escenario en 1950 con la obra Plaza de Oriente, de Joaquín Calvo Sotelo, que representa en el Teatro María Guerrero de Madrid. Permanece como actriz fija de ese teatro hasta 1957. Poco después se traslada a Italia, donde durante siete años continúa su carrera como actriz teatral. A su regreso a España, compagina su carrera interpretativa con incursiones en el mundo de la canción, llegando también a actuar en México.
Su trayectoria se desarrolla sobre todo en teatro y televisión, y en las décadas de los sesenta y setenta se convierte en un rostro asiduo en espacios dramáticos que emite Televisión Española como Estudio 1, Novela y Primera fila. También intervino, entre otras, en las películas El crack (1981), de José Luis Garci, y Tacones lejanos (1991), de Pedro Almodóvar.
Gran aficionada a la pintura tuvo ocasión de exponer su obra en varias ocasiones. En sus últimos años, además, cultivó la literatura, y publicó Chico no sabe que es perro (1993), Historias brevísimas y crueles (1996) y Una taza de té en mi jardín.

## Obras de teatro representadas (selección)
- Historias de una casa (1949), de Joaquín Calvo Sotelo.
- En la ardiente oscuridad (1950), de Antonio Buero Vallejo.
- El calendario que perdió siete días (1950), de Enrique Suárez de Deza.
- El glorioso soltero (1960), de Joaquín Calvo Sotelo.[2]
- Sentencia de muerte (1960), de Alfonso Paso.[3]
- Calumnia (1961), de Lillian Hellman.
- La pechuga de la sardina (1963), de Lauro Olmo.
- Siete gritos en el mar (1968), de Alejandro Casona.
- Las criadas (1969), de Jean Genet, junto a Núria Espert y Julieta Serrano.
- Tango (1970), de Sławomir Mrożek.
- Andorra (1971), de Max Frisch.[4]
- Salomé (1978), de Oscar Wilde, interpretando a Herodes, con dirección de Lindsay Kemp.
- El vodevil de la pálida, pálida, pálida rosa (1981) de Romero Esteo.
- La Dorotea (1983) de Lope de Vega.
- Último desembarco (1987) de Fernando Savater.
- Antígona entre muros (1988).
- La tercera palabra (1992) de Alejandro Casona.
- Hijos de un dios menor.

## Filmografía
| - El juego de los mensajes invisibles (1992) - Una mujer bajo la lluvia (1992) - Tacones lejanos (1991) - La chica de la piscina (1987) - Werther (1986) - Scarab (1983) - El crack (1981) - Tres en raya (1979) - El calor de la llama, (1976) - La petición (1976) - La joven casada (1975) - El asesino no está solo (1975) - Largo retorno (1975) | - Pierna creciente, falda menguante (1970) - El jardín de las delicias (1970) - La vida sigue igual (1969) - Madame Arthur (1967) - Javier y los invasores del espacio (1967) - Operación secretaria, (1966) - Lola, espejo oscuro (1966) - El juego de la verdad (1963) - Los económicamente débiles (1960) - Trío de damas (1960) - La llamada de África (1952) - La honradez de la cerradura (1950) |

## Trayectoria en televisión
- Vida y sainete (1998)
- Kety no para
  - Regreso a Burgos (9 de noviembre de 1997)
- Carmen y familia
  - Al sur del corazón (15 de abril de 1996)
  - Vemos muchos culebrones (22 de abril de 1996)
  - Chica encuentra chico (29 de abril de 1966)
  - Dame un beso que me dure una semana (6 de mayo de 1996)
  - Nuestro amor es como el rayo (13 de amyo de 1996)
  - Chove en Santiago (20 de mayo de 1996)
- Canguros
  - La quimera del oro (1 de enero de 1994)
- La huella del crimen
  - El crimen de Don Benito (1991)
- La comedia musical española
  - El águila de fuego (8 de octubre de 1985)
  - Luna de miel en El Cairo (29 de octubre de 1985)
- La comedia
  - El baile de los ladrones (20 de diciembre de 1983)
  - Fácil virtud (29 de noviembre de 1983)
- Les chevaux du soleil [nota 1]
  - La fête - Octobre 1860 (29 de octubre de 1980)
- Teatro breve
  - La plancha de la marquesa (17 de enero de 1980)
  - Caperucita y el otro (10 de mayo de 1981)
- Teatro estudio
  - Música en la noche (30 de abril de 1977)
  - La plaza de Berkeley (24 de octubre de 1977)
- Curro Jiménez
  - Una larga ausencia (29 de diciembre de 1976)
- Cuentos y leyendas
  - La inocencia castigada (26 de diciembre de 1975)
- El pícaro (1974)
  - Capítulo 13: En el que todo llega a su final si es que algo tiene final en la vida
- Noche de teatro
  - Seis personajes en busca de autor (19 de abril de 1974)
  - Renata Mauperin (30 de agosto de 1974)
  - El abogado del diablo (13 de septiembre de 1974)
- Hora once
  - Doble error (28 de enero de 1974)
- Ficciones
  - Miedo (1972)
  - El ópalo (7 de abril de 1973)
  - Los papeles de Aspern (11 de agosto de 1973)
- Stop
  - El regreso (11 de septiembre de 1972)
- A través de la niebla
  - El espejo chino (15 de noviembre de 1971)
  - Extraño viaje (13 de diciembre de 1971)
- El premio
  - La saga (2 de diciembre de 1968)
- Fábulas
  - El león vencido por el hombre (12 de marzo de 1968)
- Teatro de siempre
  - Romeo y Julieta (22 de diciembre de 1967)
  - Casa de muñecas (5 de enero de 1968)
  - Diálogos de Carmelitas (16 de mayo de 1968)
  - Asmodeo (15 de enero de 1969)
  - Edipo Rey (22 de enero de 1969)
  - El jardín de los cerezos (27 de mayo de 1969)
  - Esperando a Godot (30 de octubre de 1969)
  - Antígona (24 de septiembre de 1970)
  - Mademoiselle de Lowenzorn (28 de abril de 1971)
  - Madame Fimiani (27 de noviembre de 1972)
- Historias para no dormir
  - El vidente (17 de noviembre de 1967)
  - El trasplante (15 de marzo de 1968)
- Doce cuentos y una pesadilla
  - La muchacha de madera (12 de agosto de 1967)
- Estudio 1
  - Julio César (24 de noviembre de 1965)
  - El momento de tu vida (21 de septiembre de 1966)
  - El príncipe de Homburgo (5 de abril de 1967)
  - Enrique IV (24 de octubre de 1967)
  - Magda (30 de enero de 1968)
  - Música en la noche (7 de mayo de 1968)
  - Música en la ciudad (11 de mayo de 1968)
  - Una mujer sin importancia (20 de agosto de 1968)
  - La encantadora familia Bliss (3 de diciembre de 1968)
  - El jardín de los cerezos (27 de mayo de 1969)
  - Tovarich (18 de diciembre de 1970)
  - La alondra (29 de enero de 1971)
  - Séneca (2 de julio de 1971)
  - Daisy Miller (23 de marzo de 1972)
  - Felicidad conyugal (5 de mayo de 1972)
  - La Plaza de Berkeley (24 de octubre de 1972)
  - Veinte añitos (17 de noviembre de 1972)
  - Los delfines (8 de marzo de 1974)
  - Sinfonía inacabada (9 de mayo de 1979)
  - El vecino del tercero interior (2 de diciembre de 1979)
  - El poder de las tinieblas (2 de noviembre de 1980)
  - El padre (15 de julio de 1981)

- Novela
  - El muro de cristal (11 de octubre de 1965)
  - La solterona (10 de enero de 1966)
  - La solterona II (11 de enero de 1966)
  - La solterona III (12 de enero de 1966)
  - La solterona IV (13 de enero de 1966)
  - La locura de Don Juan (21 de febrero de 1966)
  - La llama y la ceniza (28 de marzo de 1966)
  - Adriana (22 de agosto de 1966)
  - El aguilucho (28 de noviembre de 1966)
  - Los papeles de Aspern (2 de enero de 1967)
  - Hay alguien fuera (16 de septiembre de 1968)
  - Eugenia de Montijo (2 de marzo de 1970)
  - Eugenia de Montijo II (3 de marzo de 1970)
  - Eugenia de Montijo III (4 de marzo de 1970)
  - Eugenia de Montijo IV (5 de marzo de 1970)
  - La ínsula de Barataria (28 de septiembre de 1970)
  - Jeromín (21 de septiembre de 1971)
  - La señorita de Scuderl (11 de octubre de 1971)
  - Maruja (24 de enero de 1972)
  - Persuasión (14 de febrero de 1972)
  - Persuasión II (16 de febrero de 1972)
  - Persuasión V (19 de febrero de 1972)
  - Persuasión VII (22 de febrero de 1972)
  - Persuasión VIII (23 de febrero de 1972)
  - Shirley (28 de febrero de 1972)
  - Shirley II (29 de febrero de 1972)
  - Shirley III (1 de marzo de 1972)
  - Shirley IV (3 de marzo de 1972)
  - Shirley V (4 de marzo de 1972)
  - Los Nickleby (10 de abril de 1972)
  - Humillados y ofendidos (2 de enero de 1973)
  - La feria de las vanidades XXVI (28 de mayo de 1973)
  - De la piel del diablo (2 de julio de 1973)
  - Menos que nada (17 de septiembre de 1973)
  - La felicidad de Rothenburg (19 de noviembre de 1973)
  - El idiota II (26 de octubre de 1976)
  - El idiota VI (2 de noviembre de 1976)
  - El idiota VII (3 de noviembre de 1976)
  - El idiota VIII (4 de noviembre de 1976)
  - El idiota IX (5 de noviembre de 1976)
  - El idiota XI (8 de noviembre de 1976)
  - El idiota XIV (11 de noviembre de 1976)
  - El idiota XV (12 de noviembre de 1976)
  - El idiota XVI (15 de noviembre de 1976)
  - El idiota XVIII (17 de noviembre de 1976)
  - El idiota XIX (18 de noviembre de 1976)
  - El idiota XX (19 de noviembre de 1976)
  - Pequeño teatro (7 de marzo de 1977)

- Maximiliano y Carlota
  - Episodio 1 (1965)
  - Episodio 2 (1965)
  - Episodio 3 (1965)
- Estudio 3
  - La historia de un guardapelo (24 de abril de 1965)